# Seznam lihtenštajnskih politikov
Seznam lihtenštajnskih politikov.

## B
- Gerard Batliner
- Hans Brunhart
- Markus Büchel

## F
- Alphons Feger
- Alexander Frick
- Aurelia Frick
- Mario Frick

## G
- Felix Gubelmann

## H
- Brigitte Haas
- Adrian Hasler
- Dominique Hasler
- Otmar Hasler
- Alfred Hilbe
- Josef Hoop

## J
- Kurt Jäger (EFTA)

## K
- Walter Kieber

## L
- Alfred von und zu Liechtenstein
- Karl Alois von und zu Liechtenstein

## O
- Josef Ospelt (1881-1962), prvi premier Lihtenštajna

## R
- Daniel Risch

## S
- Gustav Schädler

## T
- Klaus Tschütscher

## W
- Ernst Walch